# Бином
В елементарната алгебра биномът е полином с два члена, сума на два едночлена. Това е най-простият вид полином.

## Операции с прости биноми
- Биномът {\displaystyle a^{2}-b^{2}} може да се факторира като произведение на два други бинома:

{\displaystyle a^{2}-b^{2}=(a+b)(a-b).}
Това е специален случай на общата формула: {\displaystyle a^{n+1}-b^{n+1}=(a-b)\sum _{k=0}^{n}a^{k}\,b^{n-k}}.